# Ascens (aeronàutica)

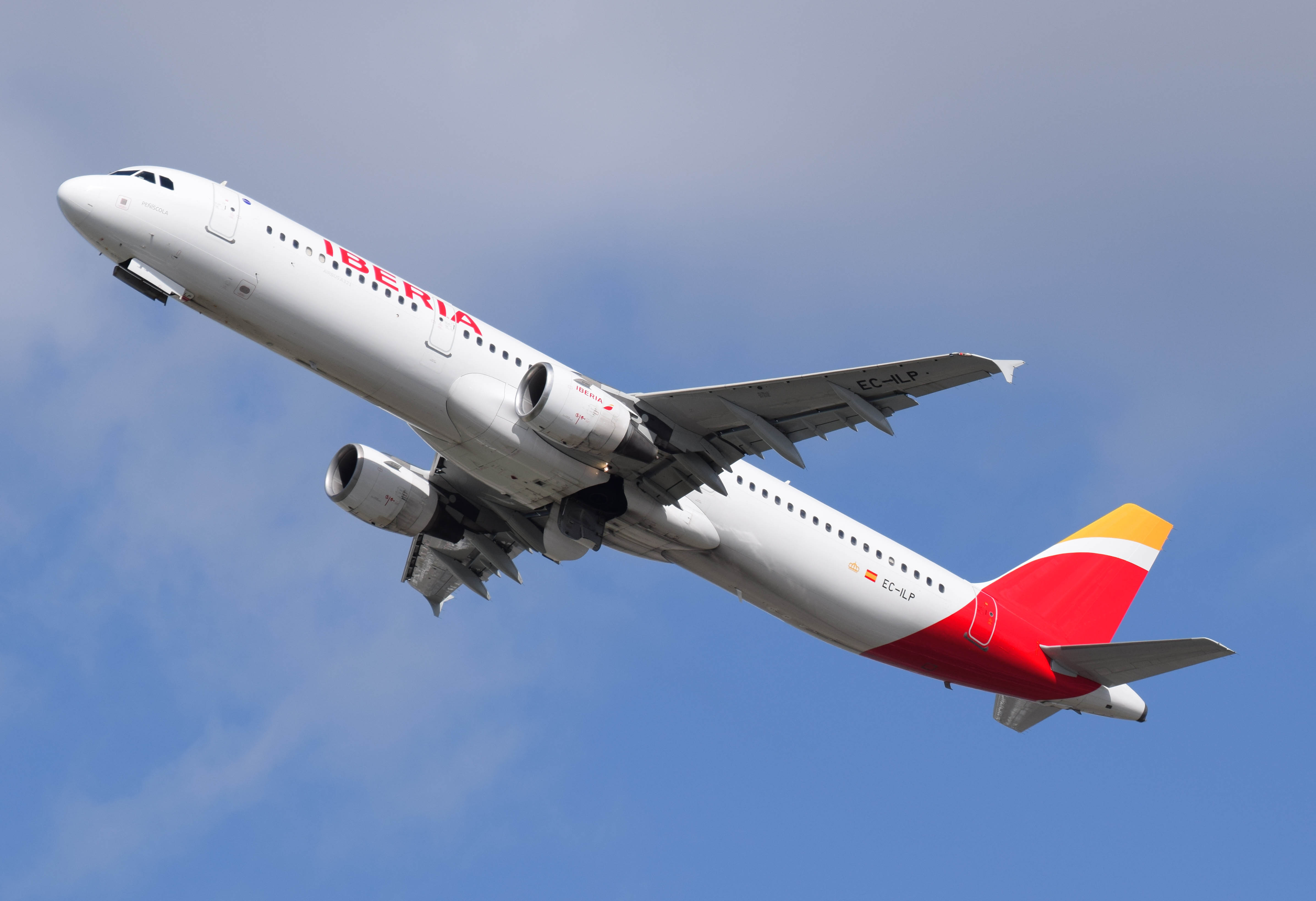
Un Airbus A321 d'Iberia en l'ascens inicial després d'enlairar-se de l'Aeroport de Londres-Heathrow

En aviació, un ascens és l'operació que consisteix a augmentar l'altitud d'una aeronau. És igualment la fase d'un vol típic (la «fase d'ascens» o «ascens inicial») que segueix l'enlairament i precedeix el creuer. Durant la fase d'ascens, l'altitud augmenta fins a un nivell predeterminat.

## Operació d'ascens
Per a dur a terme un ascens gradual s'aprofita l'excés d'empenyiment, és a dir, la diferència positiva entre l'empenyiment proporcionat per la planta motriu i l'arrossegament sobre l'aeronau. L'aeronau continuarà pujant fins que l'excés d'empenyiment sigui zero. L'excés d'empenyiment pot baixar a zero sia com a resultat de l'acció deliberada del pilot sobre l'impuls dels motors sia a conseqüència de la reducció de la densitat de l'aire.

## Fase d'ascens

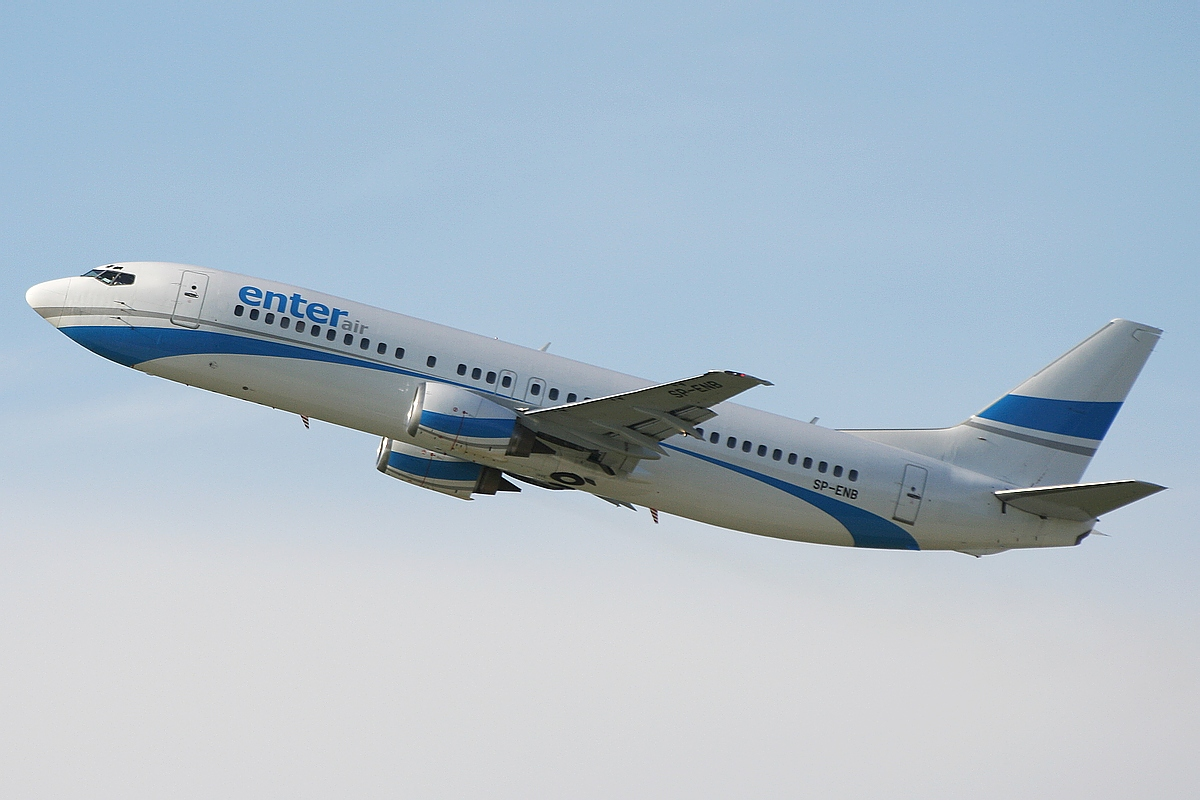
Un Boeing 737 en fase d'ascens

La fase d'ascens o ascens inicial es la fase durant la qual l'aeronau puja fins a una altitud de creuer predeterminada després de l'enlairament. La fase d'ascens ve immediatament després de l'enlairament i precedeix la fase de creuer del vol. Tot i que el més habitual és que hi hagi una sola fase d'ascens, també es poden alternar diverses fases d'ascens i fases de creuer, especialment en vols molt llargs en els quals l'altitud augmenta a mesura que es va cremant combustible (vegeu Ascens esglaonat)
A mesura que augmenta l'altitud, el règim d'ascens decau amb la menor densitat de l'aire. Un ascens gradual ofereix una millor visibilitat cap endavant per sobre del morro de l'aeronau.
Les aeronaus també pugen quan es troben en una zona d'aire ascendent, però com que aquestes zones són impredictibles i estan mal situades, i la majoria d'aeronaus no estan adaptades per a aquest tipus d'ascens, els planadors són les úniques que ho fan regularment.
El contrari d'un ascens és un descens.

## Ascens «normal»
En algunes jurisdiccions i en algunes circumstàncies, els reglaments o procediments defineixen ascensos «normals», que serveixen per desenvolupar sistemes de corredors aeris, espais aeris i procediments instrumentals. Els ascensos normals són simplement règims d'ascens que poden dur a terme la majoria d'aeronaus i en la majoria de circumstàncies. S'utilitzen com a directius conservadores a l'hora de desenvolupar procediments o estructures que, en part, són una funció d'aquests règims. Per exemple, es pot assumir un règim d'ascens normal de 120 peus per milla nàutica per desenvolupar un procediment de navegació o definir els límits de l'espai aeri a les zones terminals dels aeroports.